# Jose Funes
Dr José Gabriel Funes, SJ (ur. 31 stycznia 1963 w Córdobie, Argentyna) – jezuita, astronom, dyrektor Obserwatorium Watykańskiego.

## Życiorys
J.G. Funes otrzymał stopień magistra astronomii na Universidad Nacional de Córdoba w Argentynie.
Po wstąpieniu do zakonu jezuitów (1985) studiował filozofię na Universidad del Salvador (San Miguel w Argentynie), a następnie teologię na Uniwersytecie Gregoriańskim w Rzymie. Został wyświęcony na kapłana w roku 1995 i skierowano go do pracy naukowej. Doktoryzował się na uniwersytecie w Padwie (Włochy). W roku 2000 został członkiem Obserwatorium Watykańskiego, a 19 sierpnia 2006 papież Benedykt XVI mianował go dyrektorem tegoż Obserwatorium. Funes zastąpił wtedy George’a Coyne’a SJ.

## Praca naukowa
J.G. Funes badał fotometrię gwiazd podwójnych, a obecnie zajmuje się głównie badaniem galaktyk i procesu powstawania gwiazd.

### Wybrane artykuły
| Autor | Tytuł | Czasopismo                                      | Rok  |
| --- | --- | ----------------------------------------------- | ---- |
| LAPASSET E. and FUNES J.G. | The peculiar behaviour of the photometric variability of V508 Ophiuchi.                                             | Astrophys. Space Sci., 113, 83-87               | 1985 |
| CORSINI E.M., PIZZELLA A., FUNES J.G., VEGA BELTRAN J.C. and BERTOLA F.                                                           | The circumnuclear ring of ionized gas in NGC 3593.                                                                  | Astron. Astrophys., 337, 80-84                  | 1998 |
| VEGA BELTRAN J.C., ZEILINGER W.W., AMICO P., SCHULTHEIS M., CORSINI E.M., FUNES J.G., BECKMAN J. and BERTOLA F.                   | Mixed early and late-type properties in the bar of NGC 6221: Evidence for evolution along the Hubble sequence?      | Astron. Astrophys., Suppl. Ser., 131, 105-114   | 1998 |
| BERTOLA F., CAPPELLARI M., FUNES J.G., CORSINI E.M., PIZZELLA A. and VEGA BELTRAN J.C.                                            | Circumnuclear Keplerian disks in galaxies.                                                                          | Astrophys. J., 509, L93-L96                     | 1998 |
| CORSINI E.M., PIZZELLA A., SARZI M., CINZANO P., VEGA BELTRAN J.C., FUNES J.G., BERTOLA F., PERSIC M. and SALUCCI P.              | Dark matter in early-type spiral galaxies: the case of NGC 2179 and of NGC 2775.                                    | Astron. Astrophys., 342, 671-686                | 1999 |
| BERTOLA F., CORSINI E.M., VEGA BELTRAN J.C., PIZZELLA A., SARZI M., CAPPELLARI M. and FUNES J.G.                                  | The bulge-disk orthogonal decoupling in galaxies: NGC 4698.                                                         | Astrophys. J., 519, L127-L130                   | 1999 |
| SARZI M., CORSINI E.M., PIZZELLA A., VEGA BELTRAN J.C., CAPPELLARI M., FUNES J.G. and BERTOLA F.                                  | NGC 4672: A new case of an early-type disk galaxy with an orthogonally decoupled core.                              | Astron. Astrophys., 360, 439-446                | 2000 |
| FUNES J.G. and CORSINI E.M. | Galaxy disks and disk galaxies. (Conference highlights).                                                            | Publ. Astron. Soc. Pac., 112, 1510-1511         | 2000 |
| VEGA BELTRAN J.C., PIZZELLA A., CORSINI E.M., FUNES J.G., ZEILINGER W.W., BECKMAN J.E. and BERTOLA F.                             | Kinematic properties of gas and stars in 20 disc galaxies.                                                          | Astron. Astrophys., 374, 394-411                | 2001 |
| VENNIK J., FUNES J.G., RAFANELLI P. and RICHTER G.M.                                                                              | Structure of the Seyfert 2 galaxy Mkn 955.                                                                          | Astron. Gesellschaft Abstract Ser., 18, 210-210 | 2001 |
| SARZI M., BERTOLA F., CAPPELLARI M., CORSINI E.M., FUNES J.G., PIZZELLA A. and VEGA BELTRAN J.C.                                  | The orthogonal bulge-disc decoupling in NGC 4698.                                                                   | Astrophys. Space Sci., 276, 467-473             | 2001 |
| VEGA BELTRAN J.C., ZEILINGER W.W., PIZZELLA A., CORSINI E.M., BERTOLA F., FUNES J.G. and BECKMAN J.E.                             | Kinematics of gas and stars in 20 disc galaxies.                                                                    | Astrophys. Space Sci., 276, 1201-1210           | 2001 |
| PIGNATELLI E., VEGA BELTRAN J.C., BECKMAN J.E., CORSINI E.M., PIZZELLA A., SCARLATA C., BERTOLA F., FUNES J.G. and ZEILINGER W.W. | Modeling gas and stellar kinematics in disc galaxies NGC 772, NGC 3898 and NGC 7782.                                | Astrophys. Space Sci. Suppl., 277, 493-494      | 2001 |
| PIGNATELLI E., CORSINI E.M., VEGA BELTRAN J.C., SCARLATA C., PIZZELLA A., FUNES J.G., ZEILINGER W.W., BECKMAN J.E. and BERTOLA F. | Modelling gaseous and stellar kinematics in the disc galaxies NGC 772, 3898 and 7782.                               | Mon. Not. R. Astron. Soc., 323, 188-210         | 2001 |
| PIZZELLA A., BERTOLA F., SARZI M., CORSINI E.M., VEGA BELTRAN J.C., CAPPELLARI M. and FUNES J.G.                                  | NGC 4672: a new case of an early-type disk galaxy with an orthogonally decoupled core.                              | Mem. Soc. Astron. Ital., 72, 797-800            | 2001 |
| FUNES J.G. | Kinematics of the ionized gas in the inner regions of disk galaxies. (Dissertation summary).                        | Publ. Astron. Soc. Pac., 113, 257-257           | 2001 |
| FUNES J.G., CORSINI E.M., CAPPELLARI M., PIZZELLA A., VEGA BELTRAN J.C., SCARLATA C. and BERTOLA F.                               | Position-velocity diagrams of ionized gas in the inner regions of disk galaxies.                                    | Astron. Astrophys., 388, 50-67                  | 2002 |
| FUNES J.G., REJKUBA M., MINNITI D., AKIYAMA S. and KENNICUTT R.C.                                                                 | Star formation in the disk of NGC 5128.                                                                             | American Astron. Soc. meeting, 201, #20.23      | 2002 |
| COCCATO L., CORSINI E.M., PIZZELLA A., MORELLI L., FUNES J.G. and BERTOLA F.                                                      | Minor-axis velocity gradients in disk galaxies'.                                                                    | Astron. Astrophys., 416, 507-514                | 2004 |
| LEE J.C., KENNICUTT R.C., FUNES J.G., SAKAI S., TREMONTI C.A. and VAN ZEE L.                                                      | 11HUGS: The 11 Mpc H-{alpha} and ultraviolet galaxy survey.                                                         | American Astron. Soc. meeting, 205, #60.04      | 2004 |
| KENNICUTT R.C., LEE J.C., AKIYAMA S., FUNES J.G. and SAKAI S.                                                                     | An H-{alpha} imaging survey of galaxies in the local 11 Mpc volume.                                                 | American Astron. Soc. meeting, 205, #60.05      | 2004 |
| KRALL C. and FUNES J.G. | H-alpha and UBR imaging of elliptical galaxies with dust lanes.                                                     | American Astron. Soc. meeting, 205, #92.04      | 2004 |
| MINNITI D., REJKUBA M., FUNES J.G. and AKIYAMA S.                                                                                 | Optical counterparts of X-ray point sources observed by Chandra in NGC 5128: 20 new globular cluster X-ray sources. | Astrophys. J., 600, 716-728                     | 2004 |
| MINNITI D., REJKUBA M., FUNES J.G. and KENNICUTT R.C.Jr                                                                           | The most exciting massive binary cluster in NGC 5128: clues to the formation of globular clusters.                  | Astrophys. J., 612, 215-221                     | 2004 |
| VILLEGAS D., MINNITI D. and FUNES J.G.                                                                                            | HST photometry of the binary globular cluster Sersic 13N-S in NGC 5128.                                             | Astron. Astrophys., 442, 437-442                | 2005 |
| GUTIERREZ C.M., ALONSO M.S., FUNES J.G. and RIBEIRO M.B.                                                                          | Star formation in satellite galaxies.                                                                               | Astron. J., 132, 596-607                        | 2006 |
| LEE J.C., KENNICUTT R.C., FUNES J.G., SAKAI S. and AKIYAMA S.                                                                     | The star formation demographics of galaxies in the Local Volume.                                                    | Astrophys. J., 671, L113-L116                   | 2007 |